# Баби-Гурне
Баби-Гурне (пол. Baby Górne) — село в Польщі, у гміні Гостинін Гостинінського повіту Мазовецького воєводства.
Населення — 89 осіб (2011).
У 1975-1998 роках село належало до Плоцького воєводства.

## Демографія
Демографічна структура станом на 31 березня 2011 року:
|          | Загалом | Допрацездатний вік | Працездатний вік | Постпрацездатний вік |
| -------- | ------- | ------------------ | ---------------- | -------------------- |
| Чоловіки | 45      | 8                  | 29               | 8                    |
| Жінки    | 44      | 7                  | 24               | 13                   |
| Разом    | 89      | 15                 | 53               | 21                   |